# André-Jacques Garnerin

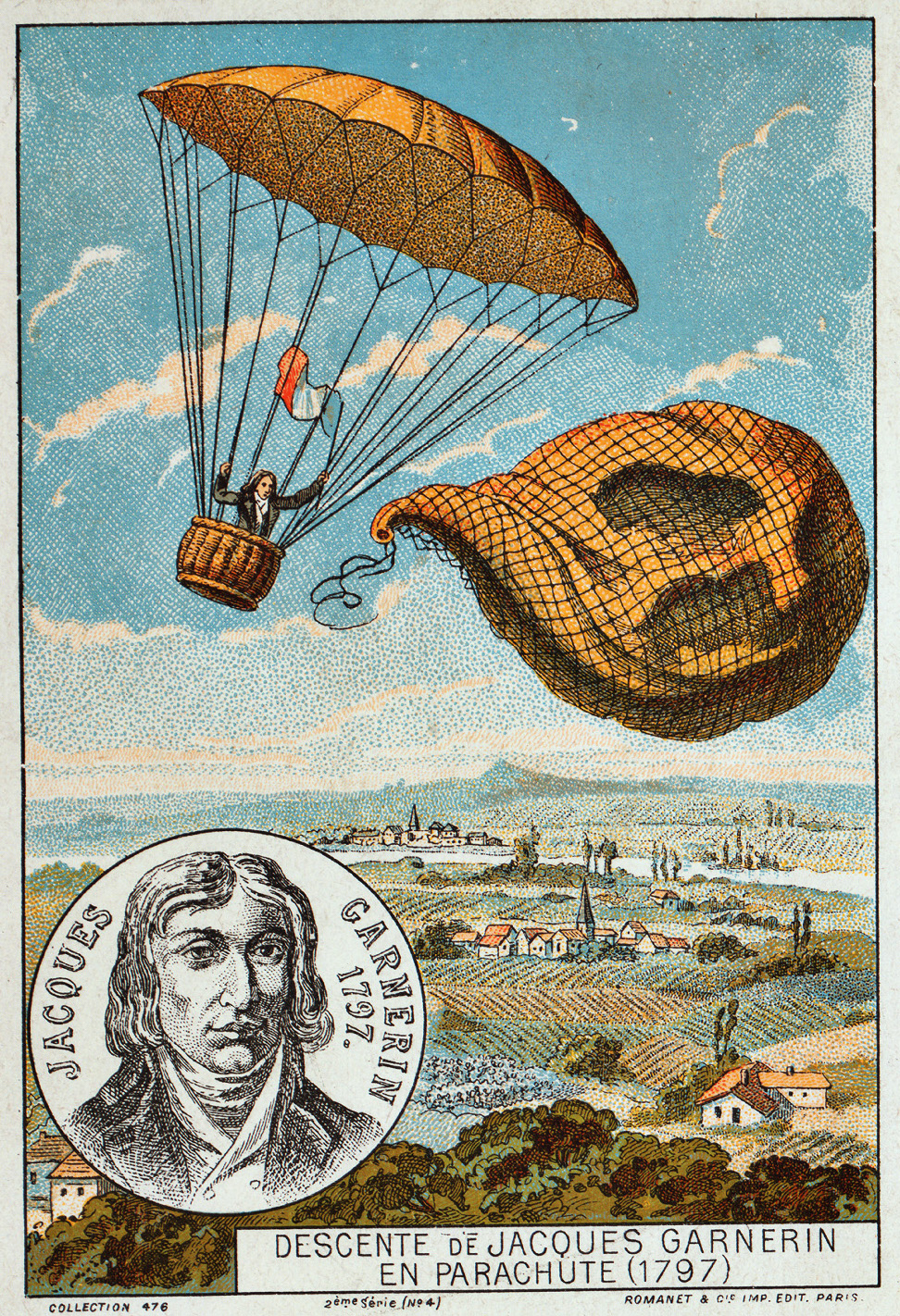
Fallskärmhopp 1797

André-Jacques Garnerin, född 31 januari 1769 i Paris, död 18 augusti 1823 i Paris, var en fransk ingenjör, uppfinnare av den mjuka fallskärmen och pionjär inom ballongflygning med montgolfière. Han var gift med flygpionjären Jeanne Labrosse.

## Biografi
Garnerin studerade fysik och blev ansluten till den Franska armén, under Napoleonkrigen blev han tillfångatagen och tillbringade tre år som krigsfånge i Ungern. För att sysselsätta sig inledde han teoretiska studier i luftens bärkraft och användandet av fallskärmar. På grund av fångenskapen kunde han inte genomföra några praktiska prov av sina idéer.

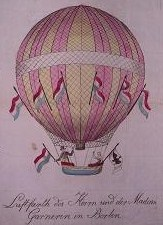
Garnerin, Berlin 1803

Han experimenterade som andra konstruktörer vid tiden, med fallskärmar konstruerade som ett paraply där ett flertal stag formar en kalott. Han kom på att om skärmen konstruerades som en ballong där den nedre delen var borttagen skulle fallskärmen fyllas av luft och att den med sitt tryck mot silkestyget skulle forma en kalott utan hjälp av stag.
Han genomförde sitt första hopp med den nya mjuka skärmen 22 oktober 1797, han hoppade från 1 000 meters höjd från en ballong över parc Monceau i Paris. Hans hustru, piloten Jeanne Labrosse använde också skärmen. Hon blev därmed världens första kvinnliga fallskärmshoppare. 
Som ballongflygare genomförde Garnerin en 300 kilometer lång flygning mellan Moskva och Polova 3-4 oktober 1803. En månad senare 22-23 november flög han en 395 kilometer lång sträcka mellan Paris och Clausen Tyskland. 
Han utsågs till chef för det franska ministerium som hanterade luftfarten, men när Sophie Blanchards popularitet ökade hos Napoleon I blev han ersatt av henne 1804.
Han avled på sin ballongverkstad under färdigställandet av en ny ballong när en balk lossnade och träffade honom så olyckligt att hans liv inte kunde räddas.
Han var farbror och mentor till Élisa Garnerin.